# Огайская земля

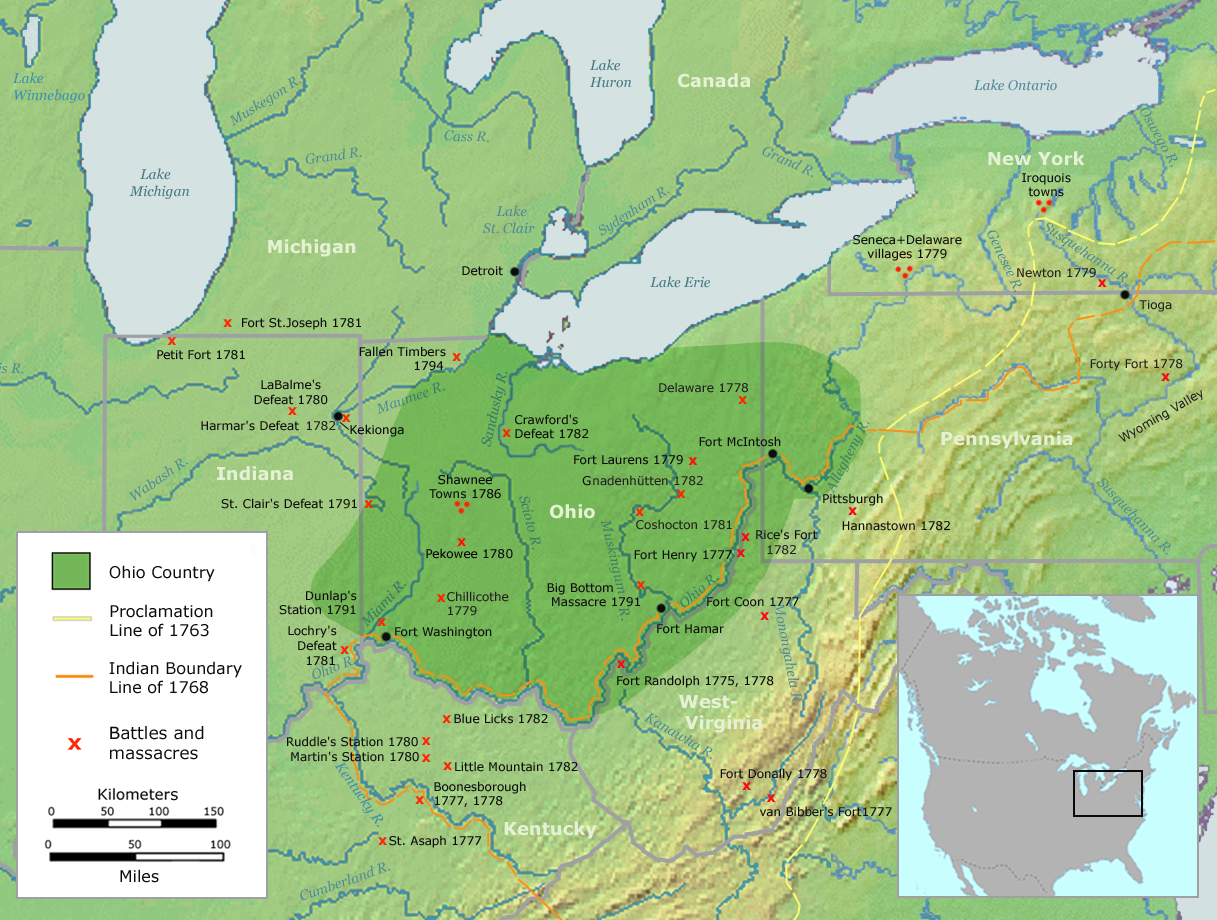
Карта Огайской земли с указанием сражений в этом регионе между 1775 и 1794 годами

Огайская земля (англ. Ohio Country), также известная как Долина Огайо (фр. Vallée de l'Ohio) — исторический термин, использовавшийся в XVIII веке для обозначения региона Северной Америки, находящегося к западу от Аппалачей, к северу от реки Огайо, и простиравшегося до озера Эри. Территория охватывала части четырёх современных американских штатов — большую часть Огайо, северо-запад Западной Виргинии, запад Пенсильвании и небольшую часть юго-восточной Индианы.
Контроль над Огайской землёй и торговлей пушниной в регионе оспаривался в XVII веке Францией, ирокезами, гуронами, шауни и майами. Новая Франция претендовала на эту территорию как на часть административного округа Луизиана. К середине XVIII века французские и английские торговцы скупали здесь у индейцев меха. Из-за притязаний Британии и Франции на Огайскую землю, между двумя колониальными державами возник конфликт в 1754 году, который перерос в Войну с французами и индейцами. После победы британцев Франция уступила им свои территории к востоку от реки Миссисипи согласно Парижскому мирному договору 1763 года.
В течение следующих десятилетий на территории велось несколько войн между британцами и индейцами. После завершения Американской революции Огайская земля стала невключённой территорией Соединённых Штатов. В 1787 году большая часть Огайской земли вошла в состав Северо-западной территории.

## История
Примерно в 1660 году, во время конфликта, известного как Бобровые войны, ирокезы захватили контроль над Огайской землёй, вытеснив шауни, майами и другие племена. Эти племена продвинулись дальше на северо-запад и запад, а некоторые из них ушли на юг или вернулись на восток. В это время на востоке ирокезы завоевали и поглотили племя эри, которое также говорило на ирокезском языке. Огайская земля на протяжении десятилетий оставалась в основном необитаемой, используемой как охотничьи угодья конфедерацией ирокезов. В 1720-х годах некоторые общины коренных американцев начали мигрировать на эти земли с востока, движимые давлением вторгающихся европейских колонистов. К 1724 году делавары основали деревню Киттаннинг на реке Аллегейни на территории современной западной Пенсильвании. С ними пришли группы шауни, которые двинулись дальше на запад. В последующие десятилетия ещё несколько племён поселились на этой территории, уходя от англо-французского соперничества и военных действий к югу от озера Онтарио. Были основаны Логстаун, Нижний Шонитаун, Пикавиллани и другие поселения коренных американцев, которые представляли собой многонациональные и автономные общины. Индейцев привлекали богатые природные ресурсы этой области и удалённость её от европейских колоний.
В середине XVIII века французские и английские колонисты соперничали за контроль над торговлей пушниной на Огайской земле в рамках своей общей борьбы за господство в Северной Америке. Конфедерация ирокезов также претендовала на этот регион по праву завоевания. Соперничество между двумя европейскими державами, ирокезами и индейскими племенами долины Огайо за контроль над регионом сыграло важную роль в войне между Францией и Британией, которая длилась с 1754 по 1760 год. Первоначально оставаясь нейтральными, в конечном итоге индейские племена Огайской земли в значительной степени перешли на сторону Франции, колониальные власти которой больше интересовались торговлей пушниной и не заселяли этот район активно, как британцы.

Королевская декларация 1763 года сохранила западные земли для исключительного использования индейскими племенами

Потерпев поражение, французы уступили британцам Новую Францию и свои притязания на Огайскую землю согласно Парижскому договору 1763 года. Британские колониальные власти ещё до этого начала вводить изменения в привычный уклад вещей на вновь присоединённых землях. Французы долгое время развивали союзные отношения со многими индейскими племенами, но британцы рассматривали их как завоёванные народы. Весной 1763 года началось Восстание Понтиака, в котором приняли участие все племена Огайской земли. После его завершения, британские власти пришли к выводу, что надо разделить колонистов и индейцев, чтобы избежать дальнейшего насилия, и провели границу по водоразделу Аллеганских гор в соответствии с Королевской декларацией 1763 года. Была создана огромная индейская резервация, которая простиралась от Аппалачей до реки Миссисипи, и от Флориды до Квебека. Огайская земля предназначалась исключительно для использования коренными американцами. 22 июня 1774 года парламент Королевства Великобритания принял Акт о Квебеке, который официально присоединил регион к провинции Квебек. Колонисты в Тринадцати колониях сочли это одним из недопустимых актов, которые способствовали призыву к колониальному восстанию в следующем году.
Несмотря на действия британских властей, ограничивающих экспансию колонистов на запад, жители Пенсильвании и Виргинии продолжали мигрировали через горы Аллегейни. Это в конечном итоге привело их к конфликту с шауни, которые считали эти земли своими. Шауни рассматривали колонистов как конкурентов за свои ресурсы и угрозу своему образу жизни. Из-за этого шауни и некоторые другие индейские племена Огайской земли решили встать на сторону британцев во время войны за независимость США. Они надеялись навсегда изгнать белых людей со своей территории. В 1783 году, после Парижского мира, по которому Соединённые Штаты получили независимость, британцы, не проконсультировавшись со своими индейскими союзниками, передали контроль над всеми землями американцам. Новое федеральное правительство немедленно открыло этот регион для заселения, считая его неорганизованной территорией. Огайская земля быстро стала одним из самых привлекательных мест для новых поселений, особенно среди ветеранов войны за независимость, которым часто предоставляли землю вместо оплаты за их военную службу. В 1787 году большая часть Огайской земли вошла в состав Северо-западной территории.